# Forest City, Johor

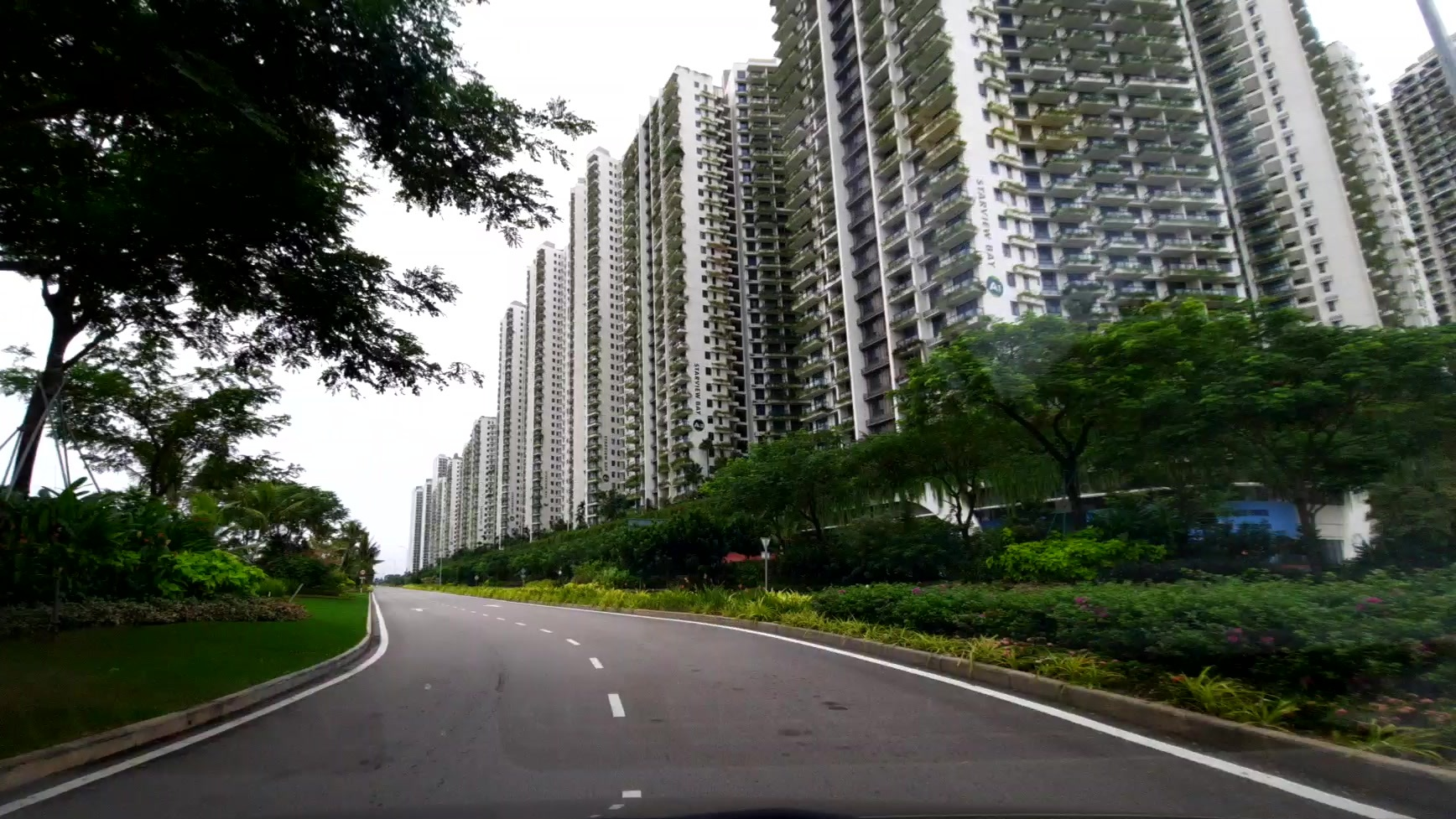
Vista de la calle de Forest City

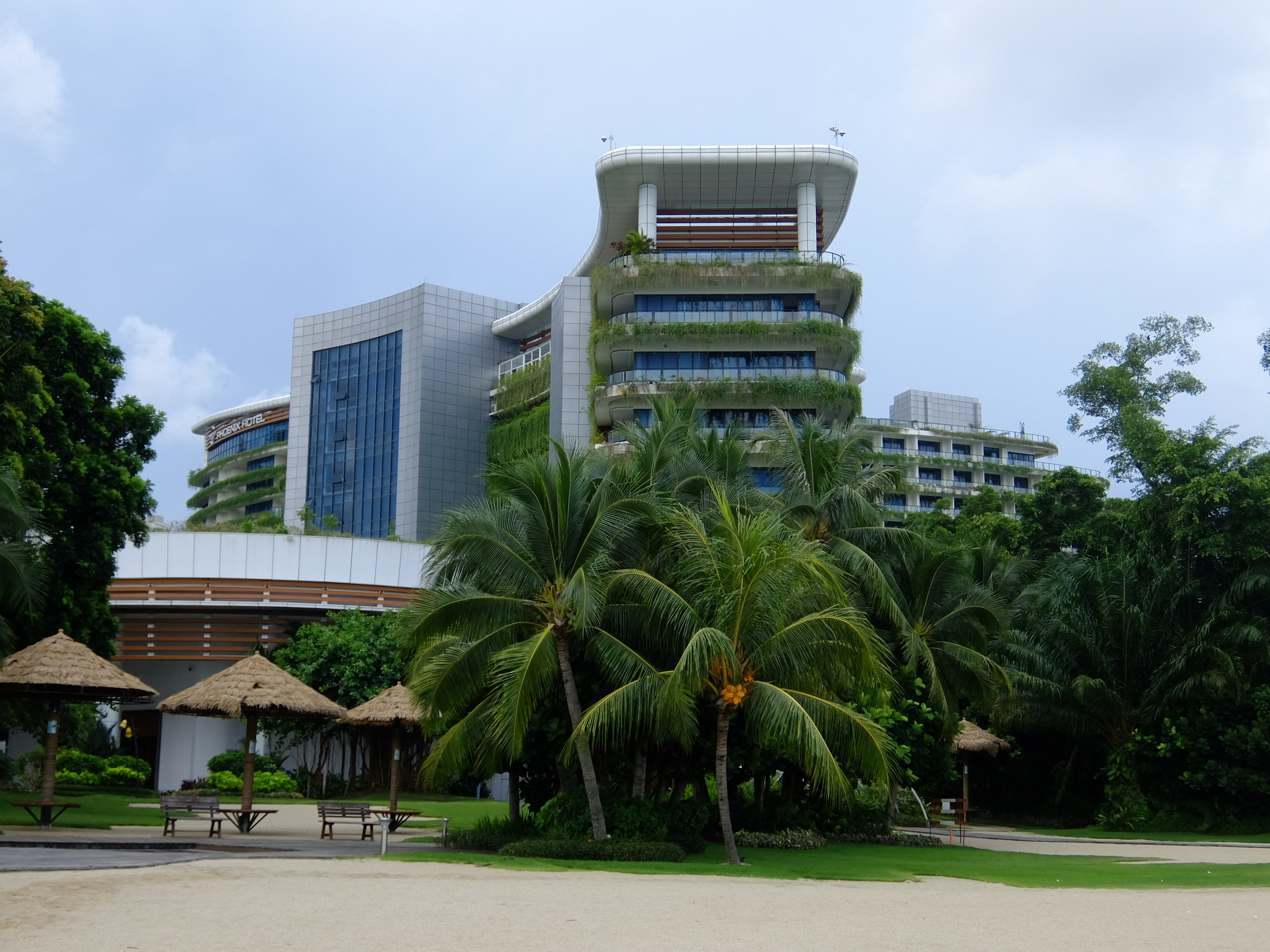
Forest City Phoenix International Marina Hotel

Forest City (en malayo: Hutan Bandar Johor) es un proyecto residencial integrado y una ciudad privada ubicada en Iskandar Puteri, Johor, Malasia. Se encuentra en la parte suroeste del distrito de Johor Bahru, el segundo distrito más grande de Malasia por población. Se anunció por primera vez en 2006 como un proyecto de inversión de veinte años financiado en su mayor parte por un consorcio de desarrolladores inmobiliarios privados de China continental, presentado en el marco de la Iniciativa de la Franja y la Ruta.
Fue oficiado por el entonces Primer Ministro de Malasia, Najib Razak, en 2016, con la aprobación del sultán Ibrahim Ismail de Johor. Forest City es una empresa conjunta entre Esplanade Danga 88, una filial de la subsidiaria del gobierno estatal Kumpulan Prasarana Rakyat Johor (KPRJ), a través de una empresa conjunta, Country Garden Holding Ltd (CGPV), con CGPV poseedor del 60 por ciento de las acciones, mientras que KPRJ posee el otro 40 por ciento. Forest City está bajo la administración del ayuntamiento de Iskandar Puteri y la Autoridad de Desarrollo Regional de Iskandar.
El desarrollo de Forest City es polémico. El proyecto no estaba dirigido a los malayos locales, sino a los ciudadanos de clase media alta de China que buscaban invertir su riqueza en el extranjero, ofreciendo propiedades frente al mar relativamente asequibles en comparación con las costosas ciudades costeras dentro de su país, como Shanghái. Sin embargo, las fuertes ventas iniciales desde China colapsaron después de que su líder Xi Jinping implementara controles cambiarios, incluyendo un límite anual de 50.000 dólares sobre lo que los compradores podían gastar fuera del país. Estas ventas mediocres se vieron agravadas por la crisis política de Malasia de 2020-2022 y la pandemia de COVID-19, y en 2022 el proyecto fue descrito como una "ciudad fantasma". La obra, que se ubica en tierras recuperadas del mar, también ha sido criticada por causar una gran destrucción del hábitat en los alrededores.

## Historia
El 6 de marzo de 2016, Forest City, desarrollado por Country Garden Holdings, celebró su ceremonia de inauguración en Johor, Malasia. Al evento asistió el primer ministro de Malasia, Najib Razak, quien anunció que Forest City sería designada como zona libre de impuestos.
El 16 de julio de 2018, la escuela estadounidense Shattuck-St. Mary's estableció un campus en Forest City, y la inscripción de estudiantes comenzó en el otoño de ese año. La escuela cambió su nombre a Forest City International School en 2024.
En junio de 2023, Forest City tenía una población residencial de largo plazo de entre 8.000 y 9.000 personas, muy por debajo de su población proyectada de 700.000. El 25 de agosto de 2023, el Primer Ministro de Malasia, Anwar Ibrahim, declaró que Forest City se incluiría dentro de la Zona Económica de Iskandar Malasia como Zona Financiera Especial para mejorar su competitividad.

## Controversia

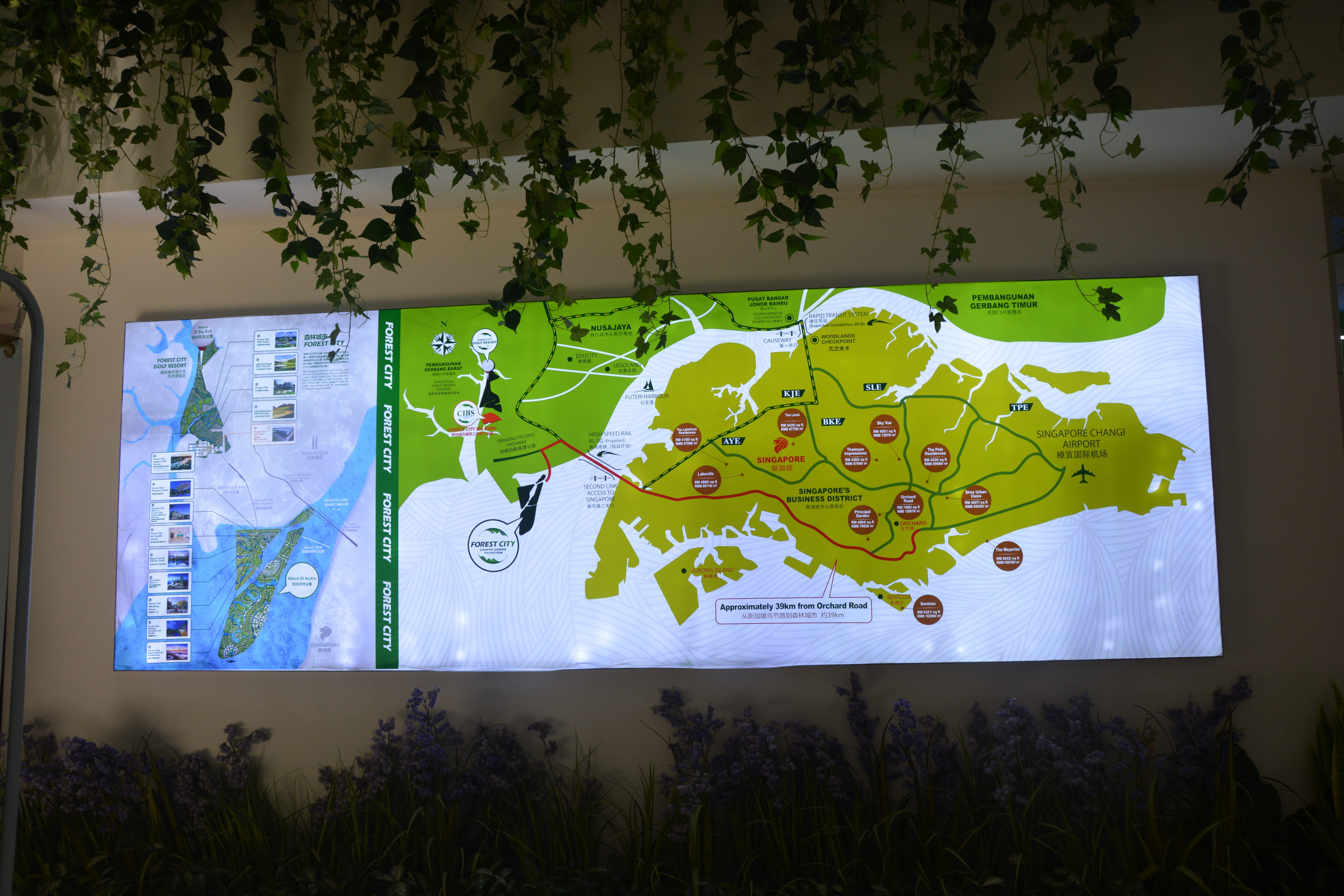
Mapa de ubicación de Forest City como se muestra en su centro de ventas, indicando su ubicación cercana con Singapur como punto de venta

### Impacto ambiental
A pesar de ser promocionada como "una ciudad costera energéticamente eficiente, ecológicamente sensible, conservadora del territorio y poco contaminante", el desarrollo ha tenido un impacto ambiental negativo significativo, con daños irreversibles debido a la utilización de humedales costeros ecológicamente sensibles.
El área en la que se encuentra Forest City está protegida como Área Ambientalmente Sensible (ESA) de Rango 1, donde no se permite ningún desarrollo excepto turismo natural de bajo impacto, investigación y educación. Los elementos principales de esta designación son dos áreas de importancia ecológica internacional: la pradera marina intermareal de Tanjung Kupang, la más grande de su tipo en Malasia, y la Reserva Forestal de Manglares del río Pulai, designada como humedal de importancia internacional según el Convenio de Ramsar.
La obra comenzó en enero de 2014 sin la evaluación detallada del impacto ambiental (DEIA) requerida por ley. Los residentes de Kampung Tanjung Kupang, un pueblo pesquero tradicional, se quejaron sin éxito de la reducción de las capturas y otros problemas a las autoridades locales y del estado de Johor.
Malasia tampoco había informado a Singapur como lo exigía su acuerdo de 2005 mediado por  el Tribunal Internacional del Derecho del Mar sobre obras de desarrollo y otros tratados. Posteriormente, en mayo de 2014, Singapur envió una nota diplomática al Gobierno federal de Malasia solicitando aclaraciones sobre cuestiones como: posibles cambios en la velocidad de las corrientes de agua y el consiguiente impacto en la seguridad de la navegación; posible erosión que podría afectar la costa y la infraestructura del puente del Segundo Enlace entre Malasia y Singapur; y cambios en la calidad y morfología del agua que podrían afectar el entorno costero y marino y las piscifactorías locales. A raíz de esto y de una protesta acompañante por parte de organismos de control ambiental internacionales, el Ministerio de Medio Ambiente envió una solicitud de DEIA a Country Garden el 6 de junio de 2014, y emitió una orden de suspensión de trabajos el 17 de junio de 2014, aunque se informó que los trabajos continuaron a pesar de la orden de suspensión.
La DEIA se emitió en enero de 2015, confirmando que se habían eludido las regulaciones y contenía 81 directivas, incluida una reducción del tamaño de 1.600 hectáreas a menos de 405. Reconoció que el ecosistema de pastos marinos se había dividido en dos y "se verá gravemente afectado por el desarrollo propuesto" a pesar de estas medidas. Posteriormente, Country Garden anunció que reduciría el tamaño del proyecto en un tercio y lo dividiría en cuatro islas, aunque hubo evidencia posterior de que algunas de estas medidas no se implementaron, incluidas fotografías donde no había cortinas de sedimentos y de zonas de amortiguación que tenían menos de 100 m (en comparación con los 300 m acordados). También persisten preocupaciones sobre el impacto permanente sobre las praderas marinas, la hidrología del agua y la pérdida de zonas de pesca tradicionales, que estas medidas no aliviarán por completo.
Otras preocupaciones ambientales incluyen afirmaciones de que en el sitio del proyecto se estaba utilizando arena de las colinas locales y temores de presión sobre las fuentes de agua locales y la descarga de aguas residuales.
Los pescadores también informaron que la reducción del espacio para pescar en el estrecho de Johor debido a los trabajos de recuperación de tierras los había obligado a adentrarse más en el mar, lo que en ocasiones los había acusado de cruzar la línea fronteriza internacional con Singapur.

### Consideraciones de seguridad
Poco después de la construcción, comenzaron a aparecer grietas en la galería de exposiciones (Show Gallery), en los edificios del hotel y en las carreteras. Se afirmó que la velocidad de uso de la tierra no permitió que el suelo se asentara y se estabilizara, y un consultor de construcción opinó que el terreno se estaba hundiendo y que probablemente seguiría haciéndolo.

## Cobertura y críticas
Tras el cambio de gobierno de Malasia en 2018 y la consiguiente incertidumbre política, el empeoramiento del entorno geopolítico entre Malasia y China y la suspensión del programa de visas de largo plazo "My Second Home" de Malasia, algunos ciudadanos chinos (que formaban la mayoría de los compradores) decidieron abandonar el desarrollo y vendieron sus unidades con grandes pérdidas, lo que aumentó aún más el exceso de oferta.
Aunque Country Garden empleaba a algunos lugareños, la mayor parte de la fuerza laboral de Forest City estaba compuesta por trabajadores con salarios bajos provenientes del sur de Asia o trabajadores administrativos de China.
En 2018, Mahathir Mohamad, haciendo campaña en una plataforma que incluía críticas a la inversión y la corrupción chinas, derrotó al primer ministro de Malasia en ejercicio, Najib Razak, que originalmente había aprobado el proyecto, y emitió una "prohibición" a los extranjeros que compraban propiedades. Esto se reestructuró posteriormente como cambios al programa de visas de largo plazo para mitigar las objeciones y los posibles desafíos legales planteados por el desarrollador.
Forest City ha sido descrita como uno de los megaproyectos "más inútiles" del mundo, y por la revista estadounidense Foreign Policy como un "enorme despilfarro". A finales de 2019, solo se habían vendido 15.000 unidades, en comparación con el objetivo de 700.000, y tan solo 500 personas vivían en el predio. Hubo múltiples denuncias de corrupción en distintos niveles y en múltiples etapas del proyecto. Además, las unidades residenciales tenían un precio acorde al entonces floreciente mercado inmobiliario en China, por lo que los malasios locales no podían costearlas. Como muestra de su clientela, la señalización vial estaba escrita a menudo exclusivamente en chino, mientras que las pocas escuelas que abrieron sólo enseñaban mandarín.
En 2020, la pandemia de COVID-19 provocó una creciente incertidumbre económica y restricciones de viaje, lo que afectó gravemente las ventas, que cayeron más del 90% después de marzo de 2020. Tras la implementación de la Orden de Control de Movimiento de Malasia, algunos residentes regresaron a sus países de origen. Las restricciones a los viajes entre Malasia y Singapur debido a la COVID-19 presentaron dificultades para el resto de los residentes, especialmente aquellos que trabajaban o tenían niños escolarizados en Singapur. Algunos inquilinos también suspendieron sus operaciones o se retiraron, citando restricciones debido a la Orden de Control de Movimiento o falta de viabilidad comercial. Posteriormente, el promotor despidió al menos a dos tercios de su personal, después de haber vendido menos de diez propiedades en 18 meses.
En agosto de 2023, el desarrollador Country Garden se unió a las filas de los otrora fuertes desarrolladores inmobiliarios chinos al aplazar millones de dólares en pagos de deuda. A esto le siguieron en octubre de 2023 impagos cruzados de hasta 11.000 millones de dólares en bonos offshore, lo que generó temores de que los proyectos y activos en el extranjero como Forest City fueran vendidos o confiscados por los acreedores durante la reestructuración de la deuda, como había sucedido con Risland Australia en las semanas previas al impago.